# Fluorur de potassi
El fluorur de potassi (KF) és un compost inorgànic iònic que es presenta en estat sòlid i en forma de pols de color blanc. La seva estructura cristal·lina és la del NaCl, cúbica. Forma un hidrat el KF·2H₂O que cristal·litza en el sistema monoclínic i perd l'aigua a 41 °C.
Després del fluorur d'hidrogen, KF, és la principal font de l'anió fluorur, F-, per aplicacions en els laboratoris químics i en la indústria. A la naturalesa es troba en estat natural molt rarament en el mineral carobbiita. Les dissolucions de KF ataquen el vidre degut a la formació de fluorosilicats solubles.
Com les altres sals que contenen fluorur, F−, el KF és tòxic per inhalació i ingestió (DL50 oral rata: 245 mg/kg; DL50 intraperitoneal ratolí: 40 mg/kg; DLLo oral conill d'Índies: 250 mg/kg) i altament corrosiu en contacte amb la pell, produint cremades.

## Aplicacions
En química orgànica el KF és la font preferida en la conversió de clorocarbonis en fluorocarbonis. Síntesi de fluorocompostos aromàtics por intercanvi del grup nitro pel fluoro. Preparació d'àcid 3,4-difluorobenzoic i derivats (preparació de clorofluorobenzens). Síntesi d'èsters d'àcid fluorobenzoic mitjançant un eficient intercanvi directe d'halogen. Emprat per eliminar grups protectors silil en condicions de transferència de fase.